# Церква Святого Франциска (Сантьяго)
Церква Святого Франциска (ісп. Iglesia de San Francisco) — католицький храм, колишній жіночий монастир під заступництвом святого Франциска Ассизького. Знаходиться в центрі столиці Чилі, Сантьяго.
Церква розташована на південній стороні головного проспекту міста Аламеда (між станціями метро Універсідад-де-Чилі і Санта-Люсія).
Церква і монастир є найстарішим з існуючих на сьогоднішній день в країні архітектурним пам'ятником, що датується колоніальною епохою. В даний час монастир є музеєм.